# Китобойный промысел на Сейшельских Островах
Китобойный промысел на Сейшельских Островах начался в начале XIX век, прекратившись в 1915 из-за снижения цен на жир кашалотов, а также из-за нехватки материалов и перегруженности грузовых перевозок в связи с первой мировой войной. Основную добычу — кашалотов — обычно ловили около островов Бёрд и Денис, буксируя добычу на китобойную станцию на острове Сент-Анн. 

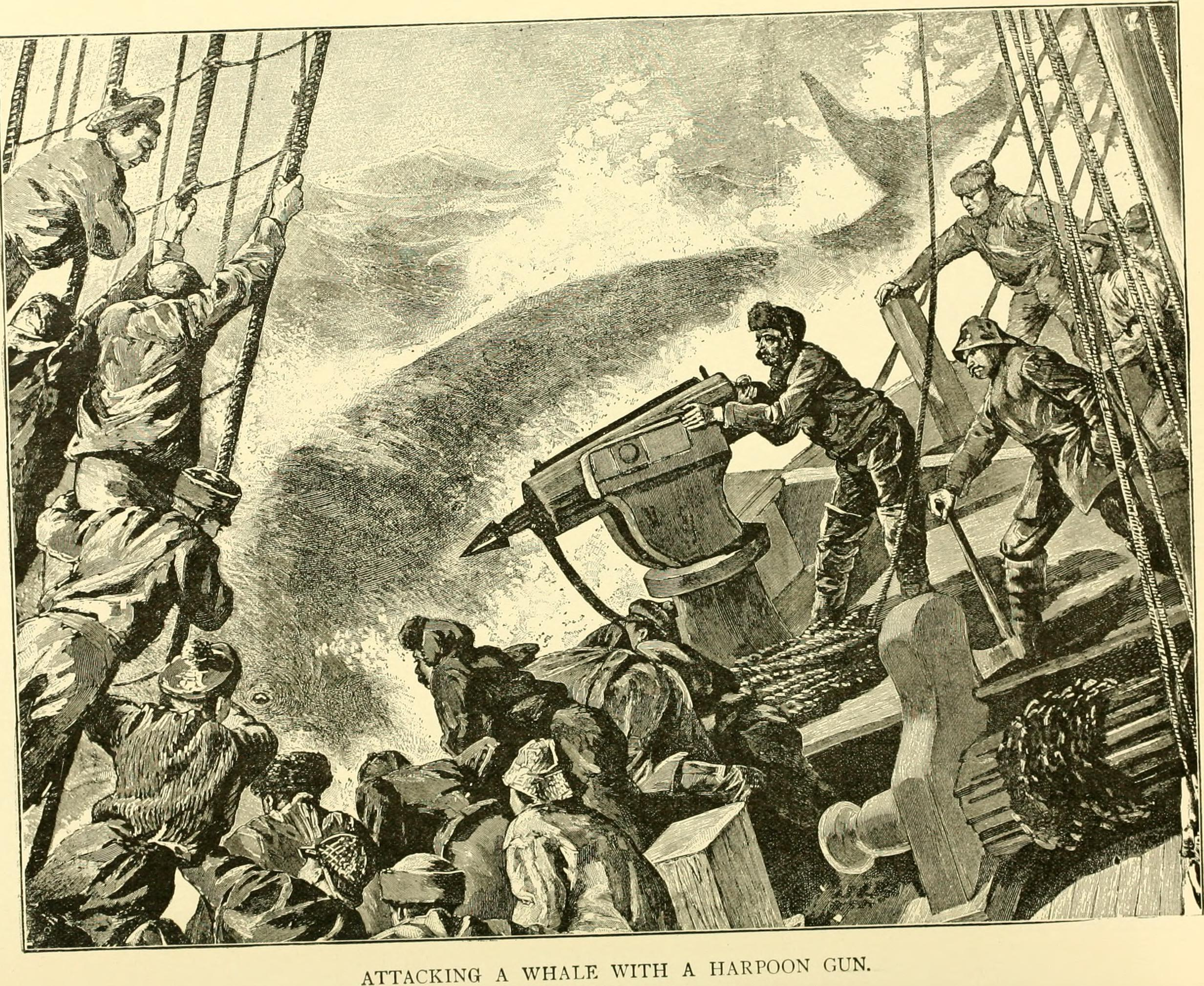
Охота на китов на Сейшелах. 1903 год.

## Протест против китобойного промысла
В 1979 году Сейшельские острова, представленные в Международной китобойной комиссии писателем Лайаллом Уотсоном, предприняли неожиданный шаг,  предложив о создании китового заповедника на территории Индийского океана. Япония, недовольная сопротивлением Сейшел китобойному промыслу в своих водах, оказала политическое давление, в том числе предложив пакет помощи стране, однако Сейшельские острова продолжили протест против добычи китов.